# Norbert Eilenfeldt
Norbert Eilenfeldt (* 17. Februar 1956 in Gelsenkirchen) ist ein ehemaliger deutscher Fußballspieler. Der Mittelfeldspieler spielte für Arminia Bielefeld, den 1. FC Kaiserslautern und den FC Schalke 04 in der Bundesliga und für den 1. FC Mülheim und Arminia Bielefeld in der 2. Bundesliga. Darüber hinaus kam er zu vier Einsätzen in der deutschen B-Nationalmannschaft. Im März 1981 erzielte Eilenfeldt das Tor des Monats.

## Karriere

### Von Essen nach Mülheim
Eilenfeldt wuchs in Essen auf und spielte als Kind beim Essener Stadtteilverein TSG Karnap 07. Im Alter von 14 Jahren wechselte Eilenfeldt dann in die Jugendabteilung von Rot-Weiss Essen. Nach dem Ende seiner Jugendzeit folgte dann der Transfer zum 1. FC Mülheim, der sich gerade für die neu geschaffene 2. Bundesliga Nord qualifiziert hatte. Am 4. August 1974 feierte Eilenfeldt beim 1:0-Sieg der Mülheimer gegen den VfL Osnabrück sein Profidebüt und erzielte am fünften Spieltag der Saison 1974/75 beim 1:0-Sieg gegen die DJK Gütersloh seinen ersten Zweitligatreffer.
Eilenfeldt erkämpfte sich sofort einen Stammplatz im Mittelfeld der von Horst Witzler trainierten Mülheimer, kam mit seiner Mannschaft allerdings nie über den Abstiegskampf hinaus. Nach einem elften Platz in der Saison 1974/75 musste der 1. FC Mülheim am Ende der Saison 1975/76 als Tabellensiebzehnter absteigen. Ein Punkt betrug der Rückstand auf Wacker 04 Berlin, das den letzten Nichtabstiegsplatz einnahm. Norbert Eilenfeldt absolvierte in dieser Zeit 68 Zweitligaspiele für die Mülheimer und erzielte dabei vier Tore.

### Arminia Bielefeld
Nach dem Abstieg der Mülheimer wechselte Eilenfeldt 1976 zum Ligakonkurrenten Arminia Bielefeld. Unter dem neuen Trainer Karl-Heinz Feldkamp spielten die Arminen in der Saison 1976/77 eine erfolgreiche Hinrunde und sicherten sich die Herbstmeisterschaft. Nach einer Schwächephase zu Beginn der Rückrunde fielen die Bielefelder am Saisonende noch auf Platz zwei hinter dem FC St. Pauli zurück. Es folgten Relegationsspiele gegen den Vizemeister der 2. Bundesliga Süd, den TSV 1860 München. Mit einem 4:0-Hinspielsieg auf der heimischen Alm sahen die Bielefelder schon wie der sichere Aufsteiger aus. Jedoch konnten die Münchener das Rückspiel ebenfalls mit 4:0 gewinnen. Nach den damaligen Regeln folgte ein Entscheidungsspiel im Frankfurter Waldstadion, welches die Münchener „Löwen“ mit 2:0 für sich entschieden.
Die folgende Saison 1977/78 lief für die Arminia besser. Mit einem Punkt Vorsprung auf Rot-Weiss Essen sicherten sich die Bielefelder die Meisterschaft der 2. Bundesliga Nord und den Aufstieg in die Bundesliga. Norbert Eilenfeldt steuerte 16 Tore zu diesem Erfolg bei und war damit erstmals vereinsintern erfolgreichster DSC-Torschütze. Am 11. August 1978 debütierte Eilenfeldt in der Bundesliga, als die Arminia 1:1-Unentschieden beim MSV Duisburg spielte. Acht Tage später gelang ihm beim 3:2-Sieg über den FC Schalke 04 der erste Bundesliga-Treffer. Höhepunkt der Bundesliga-Saison 1978/79 war das Gastspiel der Arminia beim FC Bayern München am 10. März 1979. Zwei Tore steuerte Norbert Eilenfeldt zum sensationellen 4:0-Auswärtssieg der Bielefelder bei. Die Partie ging als das „Bayernspiel“ in die Vereinsgeschichte ein. Am selben Abend wurde Eilenfeldt als erster Spieler der Arminia überhaupt in das Aktuelle Sportstudio im ZDF mit Moderator Dieter Kürten eingeladen.
Nach dem überraschenden Sieg in München folgte für die Arminia eine sportliche Talfahrt, die die Mannschaft aus dem gesicherten Mittelfeld auf einen Abstiegsplatz führte. Bielefelds damaliger Torwart Uli Stein bezeichnete das Bayernspiel als Grund für den Abstieg am Saisonende. Dem Verein gelang es, die Mannschaft zusammen zu halten und stellte damit die Weichen für eine der erfolgreichsten Spielzeiten der Vereinsgeschichte. Mit 66:10 Punkten und 120 erzielten Toren gelang in der Saison 1979/80 der direkte Wiederaufstieg. Norbert Eilenfeldt erzielte in dieser Spielzeit 30 Tore und bildete mit Torschützenkönig Christian Sackewitz (35 Tore) und Gerd-Volker Schock (22 Tore) den sogenannten 100-Tore-Sturm. Dabei lief es für Eilenfeldt im ersten Saisondrittel noch schleppend und nach zwölf Spielen hatte er erst zweimal getroffen. Es folgten 28 Tore in den letzten 26 Spielen, darunter neun Doppelpacks sowie drei Tore beim 3:2-Auswärtssieg bei Alemannia Aachen. Auch beim 11:0-Sieg über den SV Arminia Hannover, dem höchsten Sieg in der Geschichte der 2. Bundesliga, war Eilenfeldt zweimal erfolgreich.
Zurück in der Bundesliga kämpfte die Arminia in der Saison 1980/81 wieder gegen den Abstieg. Die Zuschauer der ARD-Sportschau wählten Eilenfeldts Tor beim 4:1-Sieg der Arminia gegen den Karlsruher SC zum Tor des Monats. Am 9. Mai 1981 trafen die Bielefelder auf den TSV 1860 München und mussten gewinnen, um den Klassenerhalt zu schaffen. Arminia lag bereits mit 1:2 zurück, als Helmut Schröder fünf Minuten vor Abpfiff der Ausgleich gelang. In der Nachspielzeit schlug Volker Graul den Ball in den Strafraum. Eilenfeldt lief zum kurzen Pfosten, traf den Ball und erzielte den Siegtreffer. Am Saisonende gelang der Klassenerhalt.

### Kaiserslautern, Schalke und zurück
Zur Saison 1981/82 wechselte Eilenfeldt zum 1. FC Kaiserslautern, der mit dem Kauf seinen ersten „Millionen-Transfer“ tätigte. Die Ablösesumme betrug 1,3 Millionen Mark. Beim FCK stand Eilenfeldt ebenfalls fünf Spielzeiten lang unter Vertrag. Seine erste Saison auf dem „Betze“ war seine erfolgreichste. Unter dem Trainer Karl-Heinz Feldkamp absolvierte er alle 34 Bundesligaspiele an der Seite von Hannes Bongartz, Hans-Peter Briegel und Friedhelm Funkel und trug mit acht Toren dazu bei, dass der FCK am Saisonende den vierten Platz belegte. Außerdem erreichte er mit dem FCK im UEFA-Pokal 1981/82 das Halbfinale und erzielte in diesem Wettbewerb drei Tore. Zunächst setzten sich die „Roten Teufel“ gegen Akademik Sofia, Spartak Moskau und den SC Lokeren durch, bevor der FCK im Viertelfinale auf Real Madrid traf. Im Hinspiel traf Eilenfeldt per Strafstoß zum 1:3-Endstand aus Lauterer Sicht. Bei Rückspiel steuerte er einen Treffer beim 5:0-Sieg seiner Mannschaft bei, die dann im Halbfinale an IFK Göteborg scheiterte.
Kaiserslautern erreichte im UEFA-Pokal 1982/83 noch einmal das Viertelfinale und schaltete auf dem Weg namhafte Clubs wie den SSC Neapel und den FC Valencia aus, scheiterte dann aber aufgrund der Auswärtstorregel am FC Universitatea Craiova. In der Bundesliga rutschten die „Roten Teufel“ jedoch ins Mittelfeld der Tabelle zurück. Während der Saison 1984/1985 ging für Eilenfeldt ein „Traum“ in Erfüllung. Zur Rückrunde wurde er im Dezember 1984 an den FC Schalke 04 ausgeliehen. Hier spielte er unter Trainer Diethelm Ferner mit dem jungen Olaf Thon und dem ehemaligen Nationalspieler Bernard Dietz in einer Mannschaft. Er wäre gerne in Gelsenkirchen geblieben, doch in Kaiserslautern wurde im Sommer 1985 sein ehemaliger Mitspieler Hannes Bongartz Trainer. Eilenfeldt kehrte für ein weiteres Jahr in die Pfalz zurück.

### Rückkehr nach Bielefeld
Im Sommer 1986 ging es für Norbert Eilenfeldt zurück auf die Bielefelder Alm. Die Arminia war ein Jahr zuvor nach verlorener Relegation gegen den 1. FC Saarbrücken in die 2. Bundesliga abgestiegen und steckte in ernsten finanziellen Schwierigkeiten. Norbert Eilenfeldt übernahm das Amt des Kapitäns einer Mannschaft, die in der Saison 1986/87 durch großes Verletzungspech immer weiter dezimiert wurde. Teilweise musste der Torwart Wolfgang Kneib als Stürmer auflaufen. Am 18. Oktober 1986 kam es aufgrund der seinerzeit gültigen Regelungen, nach dem nicht mehr als drei Amateure eingesetzt werden dürfen, zu einem grotesken Spiel gegen den 1. FC Saarbrücken. Die Arminia musste das Spiel mit zehn statt elf Spielern beginnen.
Nach zehn Minuten verletzte sich der Profi Thomas Ostermann, so dass die Bielefelder das Spiel zu neunt beenden mussten und mit 1:3 verlor. Norbert Eilenfeldt lief in dieser Partie als Abwehrspieler auf. Nach einem neunten Platz in der Saison 1986/87 folgte in der darauf folgenden Saison 1987/88 der Abstieg als Tabellenletzter. Verletzungsbedingt fehlte Eilenfeldt für lange Zeit. Am 29. Mai 1988 absolvierte Norbert Eilenfeldt bei der 0:2-Niederlage bei der SpVgg Bayreuth das letzte Spiel seiner Karriere, die er wegen eines Knorpelschadens beenden musste.

### Internationale Karriere
Zwischen 1980 und 1981 wurde Norbert Eilenfeldt viermal in der deutschen B-Nationalmannschaft eingesetzt und ging mit seiner Mannschaft jeweils als Sieger vom Platz. Allerdings blieb in diesen vier Einsätzen ohne Torerfolg. Sein Debüt gab er am 7. Oktober 1980 bei dem 2:1-Auswärtssieg gegen die Niederlande an der Seite von späteren A-Nationalspielern wie Rudi Völler, Karl Allgöwer und Thomas Allofs. Den letzten Einsatz hatte Eilenfeldt am 22. September 1981 beim 1:0-Auswärtssieg gegen Luxemburg.

## Nach der Karriere
Eilenfeldt blieb dem Verein Arminia Bielefeld erhalten und arbeitete als Trainer im Jugendbereich. Im Jahre 1992 wurde er Co-Trainer von Bernard Dietz beim SC Verl in der damals drittklassigen Oberliga Westfalen. Im Herbst 1996 sowie in der Schlussphase der Regionalliga-Saison 1998/99 wirkte Norbert Eilenfeld als Interimstrainer, nachdem sich die Verler von Dieter Brei bzw. Fritz Grösche trennten. Bis ins Jahr 2008 war Norbert Eilenfeld noch als Jugendtrainer beim SC Verl. Danach war er noch als Nachwuchstrainer bei der Spvg Steinhagen und dem TuS 08 Senne I aktiv. Später beendete er seine Trainerkarriere, da er nicht mehr das nötige Feuer habe.

## Spielweise
Die Vereinschronik von Arminia Bielefeld beschreibt Norbert Eilenfeldt als „wahres Arbeitstier“ und „Antreiber im Mittelfeld“, der „immer rackerte und bis zum Umfallen kämpfte“. Christian Karn und Reinhard Rehberg beschrieben Eilenfeldt in ihrem Spielerlexikon 1963-1994 als schnellen, technisch guten zentralen Mittelfeldspieler mit großem Zug zum Tor. Mit seinen kurzen Wendungen im Strafraum konnte er fast wie ein Halbstürmer spielen.

## Leben
Norbert Eilenfeldt wohnt in Steinhagen vor den Toren Bielefelds und arbeitete in der Verler Firma Beckhoff Automation im Controlling. Am 31. Dezember 2019 ging Eilenfeldt in Rente. Er ist verheiratet und hat eine Tochter. Mit dem Verein Arminia Bielefeld ist Eilenfeldt eng verbunden und ist Vereinsmitglied. In Arminia Bielefelds Vereinschronik zum 100-jährigen Jubiläum wird Norbert Eilenfeldt als einer von 16 „legendären Arminen“ geführt und als „stiller Held“ bezeichnet. Als er nach dem überraschenden 4:0-Sieg der Arminia bei Bayern München ins ZDF-Sportstudio eingeladen wurde, habe er sich zunächst mit Händen und Füßen gewehrt. Erst seinem Trainer Otto Rehhagel gelang es, Eilenfeldt zu überreden, dass dieser die Einladung annahm. Nach eigener Aussage trank er vor der Sendung einen Whisky, hätte aber eher mehrere trinken sollen. Otto Rehhagel sagte über Eilenfeldt, dass er heute noch ehrfurchtsvoll zu den Stars ginge und sich artig ein Autogramm holt.

## Leistungen und Ehrungen
Insgesamt absolvierte Eilenfeldt vereinsübergreifend 212 Bundesligaspiele, in denen er 47 Tore erzielte. In der Zweiten Liga kam er auf 232 Einsätze und 63 Treffer. Über 30 Jahre lang hielt Eilenfeldt bei Arminia Bielefeld mit 59 Treffern den Vereinsrekord für die meisten Tore in der 2. Bundesliga. Am 17. August 2019 übertraf Fabian Klos diese Marke, als er beim 2:0-Sieg über den FC Erzgebirge Aue sein 60. Zweitligator für den DSC erzielte. Unter den erfolgreichsten Bundesliga-Torschützen von Arminia Bielefeld belegt Eilenfeldt Rang fünf. In der Rangliste der Spieler, die am häufigsten für Arminia Bielefeld in der 2. Bundesliga aufgelaufen sind, belegt Norbert Eilenfeldt mit 164 Einsätzen Platz zwei hinter Helmut Schröder, der einen Einsatz mehr aufzuweisen hat.
Anlässlich des 100-jährigen Bestehens von Arminia Bielefeld im Jahre 2005 wurde Norbert Eilenfeldt in die „Jahrhundert-Elf“ des Vereins gewählt. Der in Bielefeld geborene Entertainer Ingolf Lück kommentierte Eilenfeldts Wahl mit den Worten: „Wer den nicht in die Jahrhundert-Elf wählt, gehört mit lebenslangem Stadionverbot bestraft“.